# Brama Mandelbauma
Brama Mandelbauma (hebr. שער מנדלבאום, Sza'ar Mandelbaum) jest miejscem pomiędzy Zachodnią Jerozolimą a Wschodnią Jerozolimą, na północ od Starego Miasta (obecna ulica Heil HaHandassa). W latach 1949–1967 znajdowało się tutaj przejście graniczne pomiędzy izraelską a jordańską częścią Jerozolimy. Brama stała się symbolem podzielonego miasta.
Nazwa „Brama Mandelbauma” pochodzi od rabina Simchy Mandelbauma, który był właścicielem domu stojącego przy punkcie kontrolnym na ziemi niczyjej.

## Historia

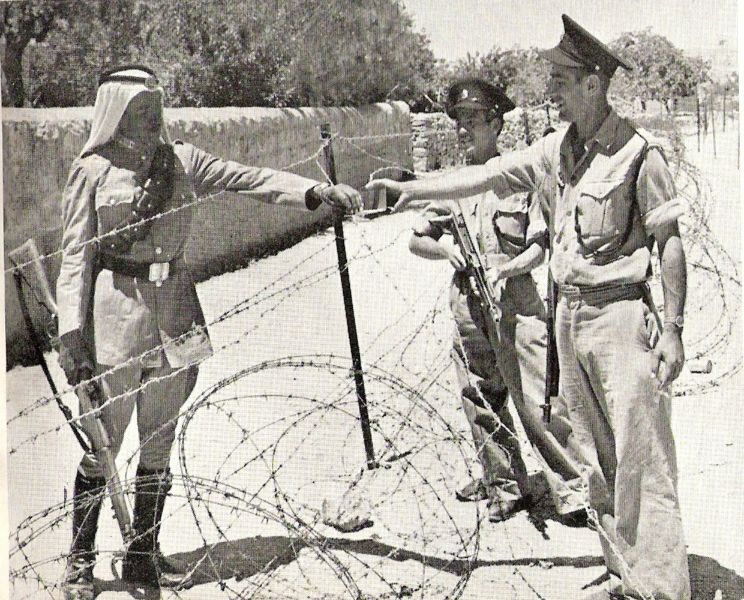
Izraelscy i jordańscy żołnierze przy Bramie Mandelbauma

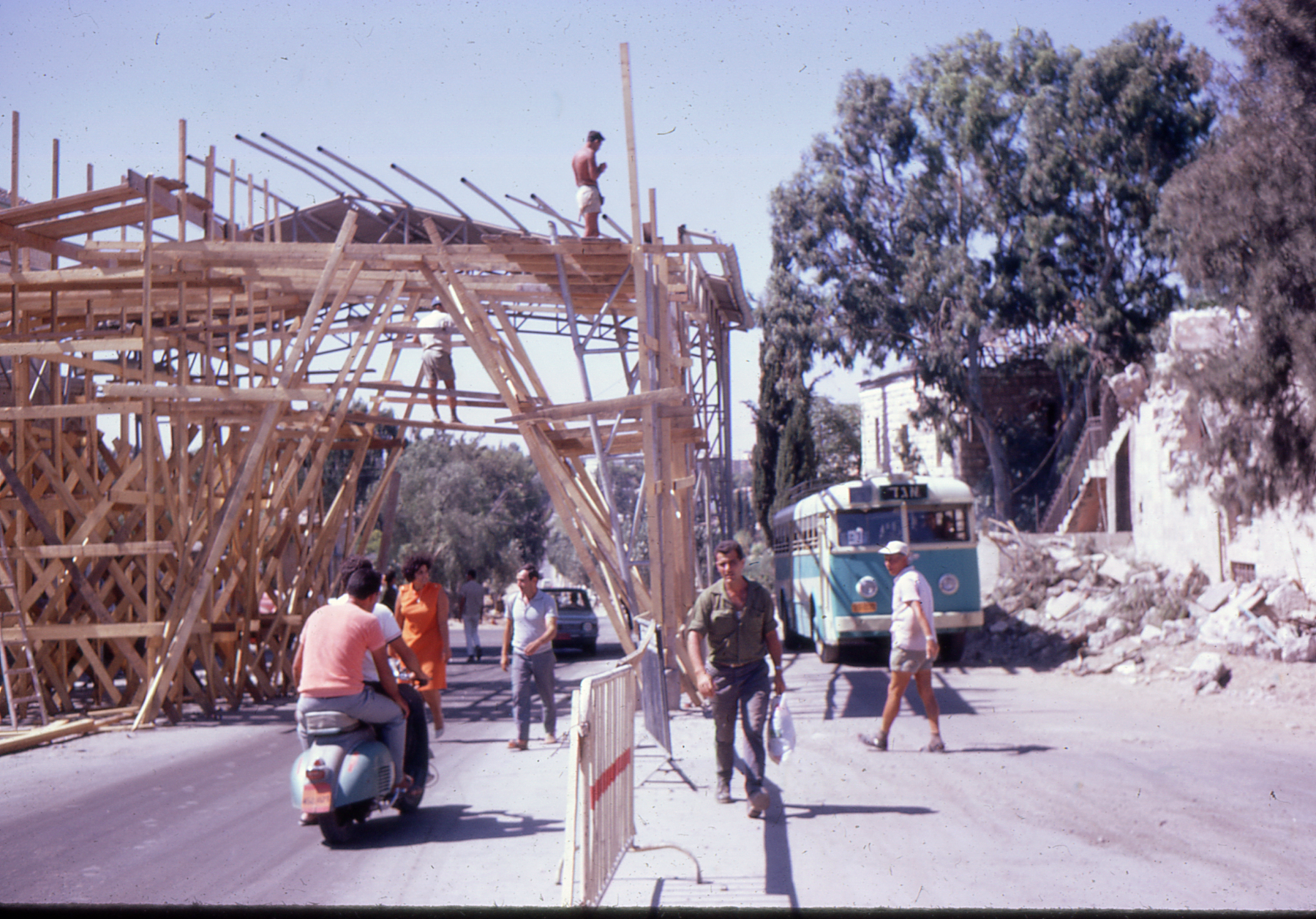
Prace rozbiórkowe Bramy Mandelbauma, 1967

Podczas I wojny izraelsko-arabskiej w 1948 o kontrolę tego strategicznie położonego placu i skrzyżowania toczyły się ciężkie walki. Na początku wojny jordańska kolumna pancerna usiłowała wjechać tędy do miasta od strony osiedla Asz-Szajch Dżarrah. Atak został powstrzymany ogniem dział przeciwpancernych żydowskiej organizacji paramilitarnej Hagana. W dniach 9-19 lipca 1948 rozegrała się tutaj bitwa o Bramę Mandelbauma zakończona taktycznym patem.
Po wojnie utworzono tutaj pierwsze przejście graniczne pomiędzy izraelską a jordańską częścią Jerozolimy. Było to jednocześnie pierwsze utworzone po wojnie przejście graniczne pomiędzy Haszymidzkim Królestwem Jordanii a Izraelem. Przejście funkcjonowało w latach 1949-1967. Teren przejścia był zabezpieczony betonowymi fortyfikacjami przeciwczołgowymi i zaporami z drutu kolczastego. Turyści i pracownicy ONZ używali przejścia do przemieszczania się pomiędzy sektorami. Również Arabowie mieli stosunkowo ułatwione przekraczanie granicy, jednak Żydzi znajdowali się w trudnej sytuacji, ponieważ jordańscy urzędnicy zezwalali jedynie raz w tygodniu żydowskiemu konwojowi na przejazd przez punkt kontrolny z zaopatrzeniem dla żydowskiej enklawy na Górze Scopus.
Podczas wojny sześciodniowej w dniu 7 czerwca 1967 rejon Bramy Mandelbauma został zajęty przez izraelskich żołnierzy. Ostatnią osobą, która przeszła przez przejście graniczne był amerykańska dziennikarka Flora Lewis. Po wojnie przejście rozebrano.

## Komunikacja
Obecnie przez miejsce to przebiega droga ekspresowa nr 60 (Beer Szewa-Nazaret).